# Charles Ier de Hesse-Cassel
Charles Ier de Hesse-Cassel (en allemand : Karl Ier von Hessen-Kassel) (3 août 1654 - 23 mars 1730) est landgrave de Hesse-Cassel de 1670 à 1730.

## Biographie
Charles est le fils cadet du landgrave Guillaume VI de Hesse-Cassel et de son épouse Edwige-Sophie de Brandebourg. Il succède à son frère aîné Guillaume VII.

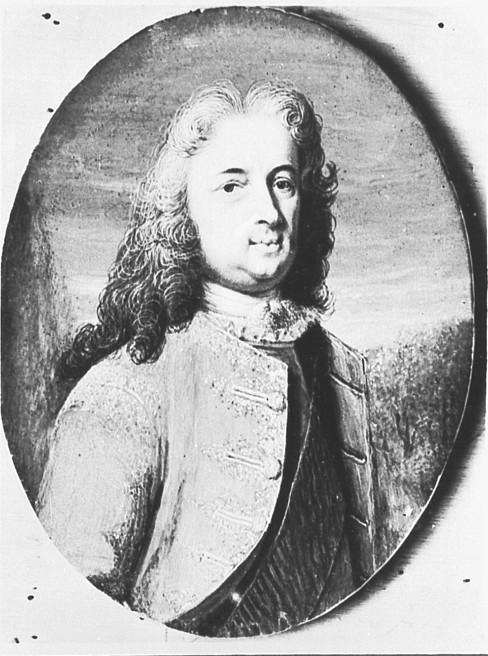
Charles Ier de Hesse-Cassel par Andreas Møller vers 1720.

Sous le règne de Charles, les conséquences de la guerre de Trente Ans sont surmontées plus rapidement que dans d'autres régions d'Allemagne. Charles reconstitue son armée, qui est utilisée entre autres au cours de la guerre de Succession d'Espagne. Il loue les soldats de son armée à certains pays étrangers moyennant subsides, ce qui assure sa fortune, même si cette politique est contestée. Le Brockhaus (volume 9 page 96) dit :
« Ce système améliora les finances, toutefois pas la prospérité du pays, et n'a pas apporté à la Cour de bonnes relations avec les Cours étrangères. »
Sa sœur aînée Charlotte-Amélie épouse le roi Christian V de Danemark, sa sœur cadette Élisabeth-Henriette épouse l'électeur de Frédéric III de Brandebourg. En 1671, sa cousine germaine Elisabeth-Charlotte de Palatinat épouse « Monsieur », frère unique de Louis XIV. 
Après la révocation de l'édit de Nantes par Louis XIV, Charles accueille les Huguenots fuyant la France. Quelque 4 000 Huguenots s'installent à Cassel. Il stimule l'industrie métallurgique et crée à Cassel une fonderie de laiton. Il se passionne pour l'archéologie.

## Famille
Il épouse, le 21 mai 1673 à l'église Saint-Martin de Cassel, la duchesse Amélie Kettler de Courlande (1653-1711), fille du duc Jacob Kettler de Courlande et de la duchesse Louise-Charlotte de Brandebourg. Ils ont quatorze enfants.
- Guillaume de Hesse-Cassel, landgrave héritier de Hesse-Cassel (29 mars 1674 - 25 juillet 1676), célibataire, sans enfants ;
- Charles de Hesse-Cassel, landgrave héritier de Hesse-Cassel (24 février 1675 - 7 décembre 1677), célibataire, sans enfants ;
- Frédéric Ier de Hesse-Cassel, 7e landgrave de Hesse-Cassel (28 avril 1676 - 5 avril 1751) épouse en premières noces la princesse Louise-Dorothée de Prusse (29 septembre 1680 - 23 décembre 1705), sans descendance, puis épouse en secondes noces la princesse Ulrique-Éléonore de Suède (23 janvier 1688 - 24 novembre 1741), sans descendance ;
- Christian de Hesse-Cassel, prince de Hesse-Cassel (2 juillet 1677 - 18 septembre 1677), célibataire, sans enfants ;
- Sophie-Charlotte de Hesse-Cassel (16 juillet 1678 - 30 mai 1749) épouse le duc Frédéric-Guillaume de Mecklembourg-Schwerin (28 mars 1675 - 31 juillet 1713), dont descendance ;
- Charles de Hesse-Cassel, prince de Hesse-Cassel (12 juin 1680 - 13 novembre 1702), célibataire, sans enfants ;
- Guillaume VIII de Hesse-Cassel, 8e landgrave de Hesse-Cassel (10 mars 1682 - 1er février 1760) épouse la duchesse Dorothée-Wilhelmine de Saxe-Zeitz (20 mars 1691 - 17 mars 1743), dont descendance ;
- Léopold de Hesse-Cassel, prince de Hesse-Cassel (30 décembre 1684 - 10 septembre 1704), célibataire, sans enfants ;
- Louis de Hesse-Cassel, prince de Hesse-Cassel (5 septembre 1686 - 23 mai 1706), célibataire, sans enfants ;
- Marie-Louise de Hesse-Cassel (7 février 1688 - 9 avril 1765) épouse le prince Jean-Guillaume de Nassau-Dietz (4 août 1687 - 14 juillet 1711), dont descendance ;
- Maximilien de Hesse-Cassel, prince de Hesse-Cassel (28 mai 1689 - 8 mai 1753) épouse la princesse Frédérique-Charlotte de Hesse-Darmstadt (8 septembre 1698 - 22 mars 1777), dont descendance ;
- Georges-Charles de Hesse-Cassel, prince de Hesse-Cassel (8 janvier 1691 - 5 mars 1755), célibataire, sans enfants ;
- Éléonore de Hesse-Cassel (11 janvier 1694 - 17 décembre 1694), célibataire, sans enfants ;
- Charlotte de Hesse-Cassel (8 juillet 1695 - 27 novembre 1722), célibataire, sans enfants.

## Distinctions

### Décorations étrangères

#### Royaume de Danemark
Chevalier de l'ordre de l'Éléphant (26 juin 1667)